# Stattuterudsjön
Stattuterudsjön är en sjö i Färgelanda kommun i Dalsland och ingår i Göta älvs huvudavrinningsområde. Sjöns area är 0,016 kvadratkilometer och den befinner sig 119 meter över havet.